# Seznam jezer v Polsku
Polská jezera (polsky jezero – jezioro). Tabulka obsahuje jezera větší než 14 km² (1400 ha) a neobsahuje polské přehrady. Je seřazena podle rozlohy.
| jezero        | rozloha ha | délka km | šířka km | hloubka m | obvod km | objem m³      | nadm. výška m | typ      | odtok (povodí)              | obec                                                  | vojvodství                   |
| ------------- | ---------- | -------- | -------- | --------- | -------- | ------------- | ------------- | -------- | --------------------------- | ----------------------------------------------------- | ---------------------------- |
| Śniardwy      | 11 487,5   | 22,1     | 13,4     | 23,4      | 64,5     | 660 211 800   | 115,7         | morénové | Pisa                        | Mikołajki, Pisz, Orzysz, Ruciane-Nida                 | Varmijsko-mazurské           |
| Mamry         | 9 851,0    | 20,0     | 12,0     | 43,8      | —        | 1 003 367 500 | 115,8         | morénové | Węgorapa                    | Giżycko, Pozezdrze, Węgorzewo                         | Varmijsko-mazurské           |
| Łebsko        | 7 020,0    | 16,4     | 7,6      | 6,3       | 55,4     | 118 000 000   | 0,3           | pobřežní | Łeba                        | Wicko, Smołdzino                                      | Pomořské                     |
| Dąbie         | 5 408,0    | 15,0     | 7,5      | 10,0      | —        | 129 500 000   | 0,1           | deltové  | Iński Nurt, Czapina, Babina | Štětín                                                | Západo- pomořanské           |
| Miedwie       | 3 491,0    | 15,5     | 3,2      | 43,8      | 35,8     | 1 332 482 400 | 14,1          | rinové   | Płonia                      | Kobylanka, Pyrzyce, Stare Czarnowo, Stargard          | Západo- pomořanské           |
| Jeziorak      | 3 152,2    | 27,45    | 2,4      | 12,9      | —        | 141 594 000   | 99,2          | rinové   | Iławka                      | Iława, Zalewo                                         | Varmijsko-mazurské           |
| Niegocin      | 2 595,0    | 10,8     | 4,8      | 39,7      | —        | —             | 116,2         | morénové | Pisa                        | Giżycko                                               | Varmijsko-mazurské           |
| Gardno        | 2 337,5    | 6,8      | 4,7      | 2,6       | —        | —             | 0,3           | pobřežní | Łupawa                      | Smołdzino                                             | Pomořské                     |
| Jamno         | 2 231,5    | 10,1     | 3,4      | 3,9       | —        | 31 528 000    | 0,1           | pobřežní | Jamieński Nurt              | Mielno                                                | Západo- pomořanské           |
| Gopło         | 2 121,5    | 25,0     | 3,5      | 16,6      | —        | 78 497 000    | 76,8          | rinové   | Noteć                       | Jeziora Wielkie, Kruszwica, Piotrków Kujawski, Skulsk | Kujavsko- pomořské           |
| Wigry         | 2 115,0    | 17,5     | 3,55     | 74,2      | 72,225   | 335 433 689   | 131,9         | rinové   | Czarna Hańcza               | Nowinka, Suwałki                                      | Podleské                     |
| Roś           | 1 808,5    | 11,4     | 0,7      | 31,8      | —        | —             | 115,4         | rinové   | Pisa                        | Pisz                                                  | Varmijsko-mazurské           |
| Drawsko       | 1 797,5    | 10,6     | 6,6      | 79,7      | —        | 331 443 500   | 128,3         | rinové   | Drawa                       | Czaplinek                                             | Západo- pomořanské           |
| Tałty-Ryńskie | 1 796,0    | 20,0     | 1,8      | 50,8      | —        | —             | 115,0         | rinové   | Pisa                        | Mikołajki, Ryn                                        | Varmijsko-mazurské           |
| Nidzkie       | 1 750,0    | 23,0     | —        | 23,7      | —        | 113 872 300   | 117,7         | rinové   | Pisa                        | Pisz, Ruciane- Nida                                   | Varmijsko-mazurské           |
| Bukowo        | 1 644,5    | 8,5      | 3,0      | 2,8       | —        | 32 071 700    | 0,1           | pobřežní | Kanał Szczuczy              | Darłowo                                               | Západo- pomořanské           |
| Wielimie      | 1 637,5    | —        | —        | 5,5       | —        | 40 129 200    | 132,6         | morénové | Gwda                        | Szczecinek                                            | Západo- pomořanské           |
| Rajgrodzkie   | 1 499,0    | —        | —        | 52,0      | —        | 142 623 200   | 117,5         | rinové   | Jegrznia                    | Rajgród, Kalinowo                                     | Varmijsko-mazurské, Podleské |
| Lubie         | 1 487,5    | 14,1     | —        | 46,2      | —        | —             | 95,5          | rinové   | Drawa                       | Złocieniec                                            | Západo- pomořanské           |
| Żarnowieckie  | 1 425,0    | 7,6      | 2,6      | 19,4      | —        | —             | 1,5           | rinové   | Piaśnica                    | Gniewino                                              | Pomořské                     |
| Wdzydze       | 1 417,0    | —        | —        | 69,5      | —        | 220 800 000   | 133,0         | rinové   | Wda                         | Karsin, Dziemiany                                     | Pomořské                     |